# Tlaxinga
Tlaxinga är en ort i Mexiko.   Den ligger i kommunen Chilapa de Álvarez och delstaten Guerrero, i den södra delen av landet, 210 km söder om huvudstaden Mexico City. Tlaxinga ligger 1 466 meter över havet och antalet invånare är 1 884.
Terrängen runt Tlaxinga är kuperad. Runt Tlaxinga är det ganska glesbefolkat, med 39 invånare per kvadratkilometer. Närmaste större samhälle är Chilapa de Alvarez, 8,4 km norr om Tlaxinga. Omgivningarna runt Tlaxinga är en mosaik av jordbruksmark och naturlig växtlighet.